# Beyond Castle Wolfenstein
Beyond Castle Wolfenstein (с англ. — «Вне замка Вольфенштайн») — компьютерная игра в жанре action-adventure с сочетанием стелса и шутера. Игра является продолжением Castle Wolfenstein и второй игрой в серии Wolfenstein. Как и первая игра серии, данная часть была разработана и издана компанией Muse Software. Beyond Castle Wolfenstein была разработана одновременно для платформ Apple II и Commodore 64 и вышла в 1984 году, а в 1985 году была портирована на платформы MS-DOS и Atari 400/800. Как и предыдущая часть, стелс-игра представлена в виде сверху (с иконками людей, какими они были бы при виде сбоку). Игра Beyond Castle Wolfenstein не отличается от предшественницы в плане графики, за исключением того, что лучше прорисованы немецкие солдаты, однако игровой процесс был значительно переработан.

## Сюжет
В Beyond Castle Wolfenstein игрок выступает в роли безымянного солдата союзников, которому поручена важная миссия — проникнуть в бункер фюрера, отыскать бомбу, оставленную для него оперативными агентами, и подложить её у дверей комнаты, в которой Гитлер проводит секретное совещание с высшим командованием Рейха. В заключительной части миссии сценарий игры отдалённо перекликается с событиями, произошедшими 20 июля 1944 года и вошедшими в историю под названием операция «Валькирия».

## Игровой процесс

Немецкий солдат пропускает героя

Как и оригинальная игра, Beyond Castle Wolfenstein является приключенческим боевиком с элементами стелс-экшена и шутера, выполненным в двумерной спрайтовой графике с видом сверху. Игровой мир представляет собой процедурно-сгенерированный лабиринт из примерно 60 комнат замка, в котором находится множество нацистских охранников и штурмовиков СС. Игра имеет сходный с Castle Wolfenstein игровой процесс, однако в неё были введены элементы, расширяющие арсенал скрытных действий героя. Кроме традиционного пистолета с 10 патронами, который игрок имеет со старта игры, можно найти нож, для того чтобы бесшумно уничтожать охранников с близкой дистанции. В то же время в игре отсутствуют гранаты, которые были в оригинальной игре, а вместо ящиков появились разные двери и шкафы, в которых можно обнаружить много полезных вещей: пищу, одежду, оружие.
В этой части игроку не следует спешить убивать вражеских солдат, поскольку в игру введена система пропусков: немецкий солдат может подозвать героя и спросить пропуск (в игре их 5 видов), и если игрок предъявляет правильный — солдат спокойно пропускает его с выкриком «Heil!». Кроме того, охранника можно подкупить, если у героя имеются деньги. В обоих случаях, если игрок совершает ошибку, ему предоставляется ещё одна попытка. После второй ошибки охранник либо включает общую тревогу, либо атакует героя. После включения тревоги все встреченные солдаты сразу же вступают в бой.